# Айсьо
Айсьо (яп. 愛荘町, айсьо тьо ) — містечко в Японії, у східній частині префектури Сіґа. Засноване 13 лютого 2006 року шляхом злиття таких населених пунктів:
- містечка Етіґава повіту Еті (愛知郡愛知川町)
- містечка Хатасьо (秦荘町)